# Rødfisk
Rødfisk (Sebastes norvegicus) er en fiskeart i gruppen dragehovedfisk. Rødfisken kan blive op til 100 cm lang og opnå vægt på op til 15 kg, men er typisk kun omkring 45 cm. Rødfiskens kendetegn er, at den er rød.

## Udbredelse og levevis
Rødfisk findes i Europa i Kattegat og Nordsøen og den sydlige del af Barentshavet. Den er sjældnere i Hvidehavet og ved Island. Desuden ved Nordamerika i Atlanterhavet fra Grønland til New Jersey. Voksne fisk findes i 100-1000 meters dybde. Ungfisk er i mere kystnære farvande.
Det er en rovfisk som lever af bl.a. krill, sild, lodder og ribbegopler.
Rødfisk parrer sig om sommeren og efteråret hvorefter sæden gemmes i hunnens æggestokke indtil æggene er klar til befrugtning. Hunnen føder 50.000-350.000 8 mm lange fiskelarver om vinteren.